# Васильев, Артём Александрович

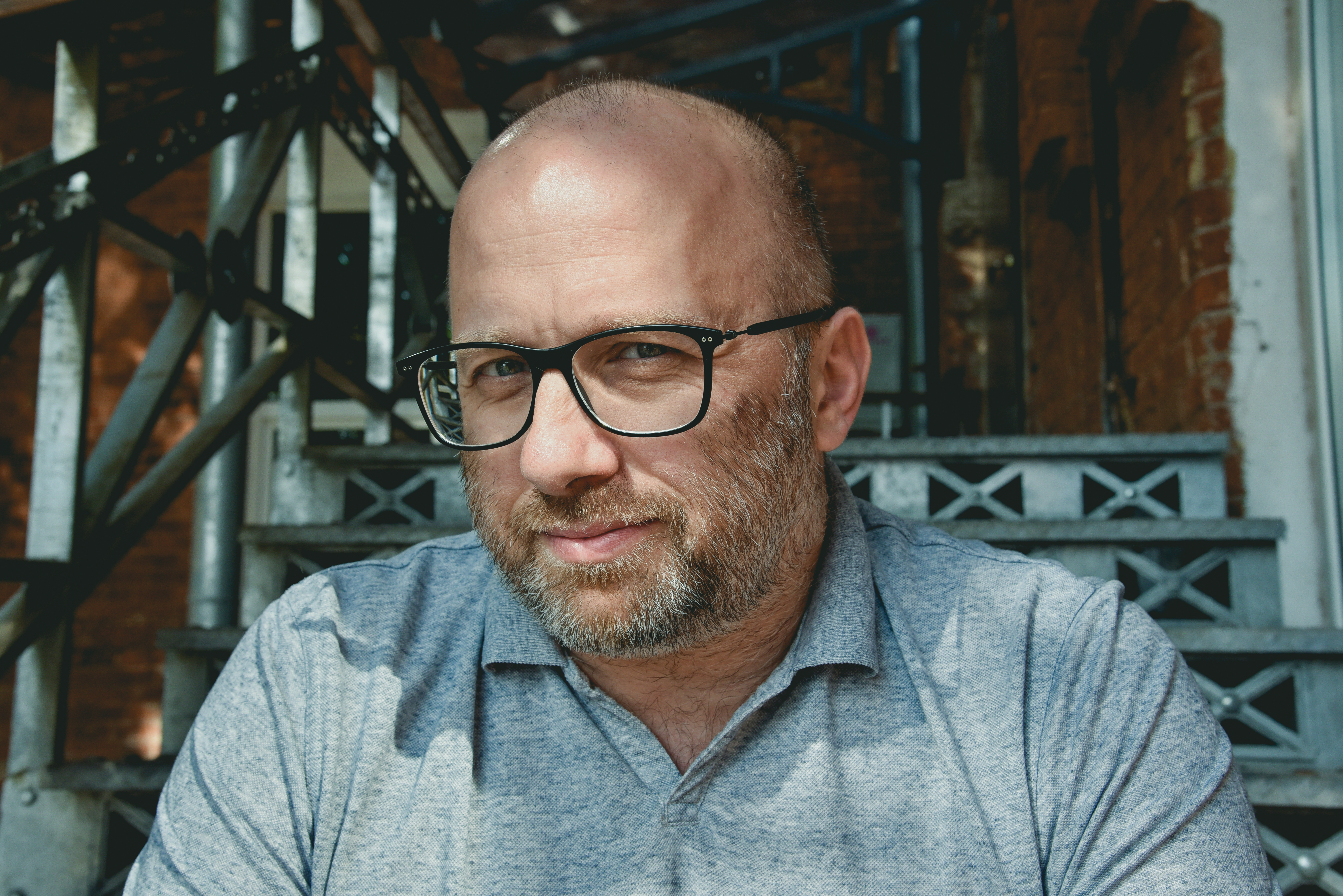
Артём Васильев

Васильев Артём Александрович (17 декабря 1970, Москва, РСФСР, СССР) — российский продюсер, основатель группы компаний Метрафильмс. Лауреат премий «Золотой орёл» и «Ника», член Европейской киноакадемии, Российской академии кинематографических искусств «Ника» и Европейского клуба продюсеров.  

## Биография
Родился 17 декабря 1970 года в Москве. В 1994 году окончил Исторический факультет МГУ им. Ломоносова. Во время обучения в университете (в 1993 году) стал одним из основателей и партнеров компании «ТЕКО ФИЛЬМ», специализирующейся на производстве рекламных роликов.
В 1995 Васильев участвовал в создании одной из первых в России студии цифровой обработки изображения.
С 1997 года активно участвует в производстве различных кино и телепроектов, в том числе международных. С 1999 года — генеральный продюсер «ТЕКО ФИЛЬМ Продакшен» (с декабря 2003 года – Метрафильмс). C 2003 — соучредитель пост-продакшн студии «ULITKA» (студия, в частности, создавала визуальные эффекты для фильма «Ночной дозор»).
В 2004 году стал одним из соучредителей «Ассоциации производителей кино-видеорекламы России». Также является учредителем продюсерской кинокомпании «Phenomen Films».
В 2008 году с фильма «Бумажный солдат» началось сотрудничество Васильева с режиссером Алексеем Германом-младшим. Тандем уже выпустил на экраны 4 полнометражных картины, в том числе «Под электрическими облаками» и «Довлатов». К выходу на экраны в 2023 году готовится военная драма «Воздух».
Фильмы, спродюсированные Артемом Васильевым, отмечены многочисленными наградами на престижных международных кинофестивалях

## Избранная фильмография
- 2008 — «Бумажный солдат»
- 2015 — «Под электрическими облаками»
- 2015 - 2021 — «Три кота», анимационный сериал
- 2018 — «Юморист»
- 2018 — «Довлатов»
- 2018 — «Война Анны»
- 2019 - ... — «Лекс и Плу: Космические таксисты», анимационный сериал
- 2020 — «Общага»
- 2020 — «Трое»
- 2021 — «Джетлаг»
- 2021 — «Портрет незнакомца»
- 2022 — «Три кота и море приключений», анимационный фильм
- 2022 — Оторви и выбрось
- 2022 — «Продукты 24»

## Награды и премии
- Премия «Скрипач на крыше» в номинации «Кинематограф» (2019) — за участие в создании фильмов «Юморист» и «Война Анны»[5].
- Премия «Золотой орёл».
- Премия «Ника».
- Член Европейской киноакадемии.
- Член Российской академии кинематографических искусств «Ника» и Европейского клуба продюсеров.